# أندرس يوهان ليكسيل
أندرس يوهان ليكسيل (24 ديسمبر 1740 - 11 ديسمبر (3 نوفمبر حسب التقويم القديم) 1784) عالم فلك، وعالم رياضيات وفيزياء فنلندي سويدي، قضى معظم حياته في الإمبراطورية الروسية، حيث كان يُعرف باسم أندريه إيفانوفيتش ليكسيل.
حقق ليكسيل اكتشافات مهمة في علم المضلعات والميكانيكا السماوية، أدى هذا الأخير إلى تسمية مذنب على شرفه. تذكر الموسوعة الكبرى أنه كان عالم الرياضيات البارز في عصره الذي ساهم في علم المثلثات الكروية بحلول جديدة ومثيرة للاهتمام، والتي اتخذها أساسًا لبحثه عن حركة المذنبات والكواكب. أُطلِق اسمه على نظرية في المثلثات الكروية.
ليكسيل واحد من أكثر أعضاء الأكاديمية الروسية للعلوم إنتاجًا في ذلك الوقت، حيث نشر 66 ورقة بحثية خلال 16 عامًا من عمله هناك. يعبر بيان منسوب إلى ليونهارت أويلر عن موافقته السامية على أعمال ليكسيل: «إلى جانب ليكسيل، لا يمكن كتابة مثل هذه الورقة إلا من قبل دالمبير أو أنا». أشاد دانييل برنولي بعمله، فكتب في رسالة إلى يوهان أويلر «تعجبني أعمال ليكسيل، فهي عميقة ومثيرة للاهتمام، وتزداد قيمتها أكثر بسبب تواضعه الذي يزين الرجال العظماء».
كان ليكسيل غير متزوج، وحافظ على صداقة وثيقة مع ليونهارت أويلر وعائلته. شهد وفاة أويلر في منزله وخلف أويلر في رئاسة قسم الرياضيات في الأكاديمية الروسية للعلوم، لكنه توفي في العام التالي. سُمي الكويكب ليكسيل 2004 على شرفه، وكذلك الحفرة القمرية ليكسيل.

## مساهمته في العلم
اشتهر ليكسيل بشكل رئيسي بأعماله في علم الفلك والميكانيكا السماوية، لكنه عمل أيضًا في جميع مجالات الرياضيات تقريبًا: الجبر، وحساب التفاضل والتكامل، والهندسة الرياضية، والهندسة التحليلية، وعلم المثلثات، وميكانيكا الأوساط المتصلة. كونه عالم رياضيات عمل على حل المشكلات الرئيسية للرياضيات، ولم يفوت أبدًا فرصة النظر في مشكلات محددة في العلوم التطبيقية، مما سمح بإثبات تجريبي للنظرية الكامنة وراء الظاهرة الفيزيائية. خلال 16 عامًا من عمله في الأكاديمية الروسية للعلوم، نشر 62 عملًا، وأربعة أعمال أخرى مع مؤلفين مشاركين، ومن بينهم ليونهارت أويلر، ويوهان أويلر، وفولفغانغ لودفيغ كرافت، وستيفان روموفسكي، وكريستيان ماير.

### المعادلات التفاضلية
عند تقدمه لشغل منصب في الأكاديمية الروسية للعلوم، قدم ليكسيل ورقة بعنوان «طريقة تحليل بعض المعادلات التفاضلية، موضحة بأمثلة»، والتي أشاد بها ليونهارت أويلر بشدة في عام 1768. طريقة ليكسيل هي كما يلي: بالنسبة لمعادلة تفاضلية غير خطية معينة (على سبيل المثال، الدرجة الثانية) نختار تكاملًا متوسطًا -معادلة تفاضلية من الدرجة الأولى ذات معاملات وأسس غير محددة. بعد اشتقاق هذا التكامل الوسيط نقوم بمقارنته بالمعادلة الأصلية ونحصل على معادلات لمعاملات وأسس التكامل الوسيط. بعد أن نعبر عن المعاملات غير المحددة بالمعاملات المعروفة نعوض بها في التكامل الوسيط ونحصل على حلين محددين للمعادلة الأصلية. بطرح حل معين من آخر، نتخلص من التفاضلات ونحصل على حل عام، والذي نحلله بقيم مختلفة من الثوابت. كانت طريقة تخفيض ترتيب المعادلة التفاضلية معروفة في ذلك الوقت، ولكن بشكل آخر. كانت طريقة ليكسيل مهمة لأنها كانت قابلة للتطبيق على نطاق واسع من المعادلات التفاضلية الخطية ذات المعاملات الثابتة والتي كانت مهمة لتطبيقات الفيزياء. في العام نفسه، نشر ليكسيل مقالًا آخر «حول تكامل المعادلة التفاضلية (andny + ban-1dm-1ydx + can-2dm-2ydx2 + ... + rydxn = Xdxn)» وقدم طريقة خوارزمية عامة لحل المعادلات التفاضلية الخطية ذات الترتيب الأعلى بمعاملات ثابتة.
بحث ليكسيل أيضًا عن معايير تكامل المعادلات التفاضلية. حاول إيجاد معايير للمعادلات التفاضلية بأكملها وأيضًا للتفاضلات المنفصلة.